# Botieve, Prîazovske
Botieve (în ucraineană Ботієве) este localitatea de reședință a comunei Botieve din raionul Prîazovske, regiunea Zaporijjea, Ucraina.

## Demografie
Componența lingvistică a localității Botieve
     Rusă (77,71%)
     Ucraineană (13,31%)
     Bulgară (8,17%)
     Alte limbi (0,31%)
Conform recensământului din 2001, majoritatea populației localității Botieve era vorbitoare de rusă (77,71%), existând în minoritate și vorbitori de ucraineană (13,31%) și bulgară (8,17%).